# سيدميل هاريس
سيدميل هاريس (بالهولندية: Sydmill Harris)‏ مواليد 12 يناير 1982 في هوفدوروب، هو لاعب كرة سلة هولندي سابق. بدأ مسيرته الاحترافية في سنة 1999. اعتزل اللعب في 2007. لعب مع نادي أمستردام لكرة السلة من سنة 1999 إلى 2001، ثم لعب مع تيرامو باسكت في الدوري الإيطالي في موسم 2005–2006، ثم لعب مع ماتريكس ماجيكس في سنة 2006.

## روابط خارجية
- سيدميل هاريس على موقع كرة السلة الأوروبية.كوم (الإنجليزية)
- سيدميل هاريس على موقع كلية كرة السلة في سبورتس رفرنس.كوم (الإنجليزية)
- سيدميل هاريس على موقع ريلجم (الإنجليزية)
- سيدميل هاريس على موقع بروبوليرز (الإنجليزية)
- سيدميل هاريس على موقع سبورتس رفرنس (الإنجليزية)